# فيليبي جودينهو
فيليبي جودينهو هو لاعب كرة قدم برتغالي في مركز الوسط، ولد في 8 سبتمبر 1989 في أمادورا في البرتغال. لعب مع مافرا.

## وصلات خارجية
- فيليبي جودينهو على موقع قاعدة بيانات كرة القدم.إي يو (الإنجليزية)
- فيليبي جودينهو على موقع Soccerway.com (الإنجليزية)